# Bitwa pod Târgoviște
Bitwa pod Târgoviște – starcie zbrojne, które miało miejsce 17 czerwca 1462.
Po powrocie z niewoli tureckiej głównym celem księcia wołoskiego Włada Palownika była zemsta na Turkach. Na początku 1462 przybyłych z Adrianopola dyplomatów tureckich władca kazał wbić na pal – łącznie 40 osób. Po dokonaniu zemsty Wład zebrał wojsko i przekraczając zamarznięty Dunaj dokonał niszczycielskich najazdów w rejonie Kilii. Jego łupem padły wioski tureckie, w których zabito i wzięto do niewoli tysiące ludzi. Najazd osłabił wyraźnie te rejony naddunajskie, które sprzyjały sułtanowi, dostarczając jego wojskom ludzi i żywność. Według relacji Palownika zdanej królowi Węgier Maciejowi Korwinowi, ofiarą ataków padło 23 883 Turków oraz znaczna liczba osób spalonych w swoich domostwach, których nie policzono.
Dla Turcji kampania Włada była znacznym ciosem. W odpowiedzi na klęskę, wiosną 1462 Mehmed II na czele wielkiej armii tureckiej w sile ponad 60 tysięcy ludzi wyruszył na Wołoszczyznę. Licząca 31 tysięcy ludzi armia Włada Palownika oczekiwała Osmanów nad Dunajem. 4 czerwca Turcy przekroczyli Dunaj pod Widyniem. Po dwóch tygodniach potyczek, nocą z 17 na 18 czerwca Wład zaatakował obóz turecki pod Târgoviște na czele 10 tysięcy ludzi. Turcy pomimo silnego oporu doznali ciężkich strat w ludziach, koniach i wielbłądach. Przed świtem, Wład zarządził odwrót. Rankiem pościg turecki dopadł wycofujących się Wołochów, biorąc 7 tysięcy z nich do niewoli – wszystkich ścięto. Tymczasem Wład wraz z resztą wojsk bezpiecznie wycofał się w lasy Wołoszczyzny. Kilka dni później Wołosi ponownie zaatakowali Turków w rejonie Kilii, ponosząc wielkie straty – po bitwie 20 tysięcy głów nabito na włócznie tureckie. Pomimo tego sukcesu Mehmed wydał rozkaz do odwrotu i dnia 11 lipca powrócił do Adrianopola.